# Horgas Péter
Horgas Péter (Budapest, 1963. június 3. –) magyar látványtervező, szervező, aktivista.

## Élete
Horgas Béla költő és Levendel Júlia írónő gyermekeként született.
1988-ban végzett a Magyar Képzőművészeti Egyetem díszlet- és jelmeztervező szakán Székely László tanítványaként.
A Színházak Központi Műtermeiben volt segédmunkás, majd a Magyar Iparművészeti Múzeum könyvtárában is dolgozott. A Nemzeti Színházban tervező-asszisztens volt Bakó József és Csányi Árpád mellett. 1988 óta az Arvisura Színház díszlettervezője. 1988-tól 10 évig a Magyar Televízió díszlettervezője volt; színházakban is dolgozott. 
1991-1999 között a Veszprémi Petőfi Színház vezető tervezője volt. 1995-től az Új Színház díszlettervezője. 1997-2000 között az ITI (Nemzetközi Színházi Intézet) Magyar Központjának vezetőségi tagja volt. 1998-2002 között szabadúszó volt. 1999-2001 között a Magyar Látvány-, Díszlet-, és Jelmeztervező Művészek Társaságának elnöke volt. 2000-2002 között a Pécsi Országos Színházi Találkozó vizuális felelőse volt. 2001-2007 között az Atlantis Színház és Pintér Béla Társulatának tervezője volt. 2003-ban a Nemzeti Színház kreatív igazgatója. 2004 óta az AKKU kulturális és esélyegyenlőségi társaság vezetője, 2008-2009 között ugyanitt telephelyi vezető volt. 2006 óta a Magyar Képzőművészeti Egyetemen tart előadásokat. 2009 óta a Rádió Q szerkesztő-műsorvezetője.
2011-ben, bár a szakmai bizottság őt javasolta, sikertelenül pályázta meg a József Attila Színház igazgatói posztját. 2014–2015-ben a gyermekéhezés ellen kiálló Nemzeti Minimum nevű civil kezdeményezést szervezett, e mellett részese lett a Tarnabod és mi civil összefogásnak, amellyel a Heves megyei zsákfalu mélyszegénységben élő gyermekeiért cselekszenek, 2018 nyarán pedig társaival életre hívója a Főnix Mozgalomnak, amely Alapító Okiratának ünnepélyes aláírására 2019. március 9-én Budapesten a Clark Ádám téren, a 0 kilométerkőnél került sor. 2021-ben a Civil Bázis politikai szervezet egyik alapítója, az egyesület elnöke.

## Színházi munkái

### Rendezőként
Horgas Béla: A hét törpe
Gozsdu-Sultz: Utazás Bozenba – (Play Gozsdu Elek) (2002) (díszlettervező is)

### Díszlettervezőként
A Színházi adattárban regisztrált bemutatóinak száma: 174.
| - Kipling: A dzsungel könyve (1986) (jelmeztervező is) - William Shakespeare: Szentivánéji álom (1986) (jelmeztervező is) - Deval: A potyautas (1988) - Nádas Péter: Temetés (1989) (jelmeztervező is) - Carlo Goldoni: Két úr szolgája (1989, 2001) (jelmeztervező is) - Schwajda György: Nincs többé iskola (1989) - Szabó Tünde: A küszöbön (1990) - Russell: Shirley Valentine (1990) - Gozzi: A szarvaskirály (1990) (jelmeztervező is) - Sárosi István: A húszmilliomodik év (1991) (jelmeztervező is) - Gurney: Love Letters (1991) - Heltai Jenő: A néma levente (1991) - William Shakespeare: Romeo és Júlia (1991, 2001) - Synge: A nyugati világ bajnoka (1991) - Sultz Sándor: Romantika (1991) - Forgách András: Vitellius (1991) - Orton: Amit a lakáj látott (1992) - Molnár Ferenc: Liliom (1992) - Carlo Goldoni: Terecske (1992) - Osborne: Dühöngő ifjúság (1992) - Sütő András: Vigyorgó búbánat (1992-1993) - Balázs-Molnár: Suryakanta király története (1992) - Dürrenmatt: A Nagy Romulus (1992) - Marivaux: Állhatatlan szeretők (1992) - Németh Ákos: Müller táncosai (1992) (jelmeztervező is) - Horváth Péter: Csaó, bambinó (1993) - Hrabal: Bambini di Praga (1993) - Steinbeck: Egerek és emberek (1993) (jelmeztervező is) - Csemer Géza: Dankó Pista (1993) - Kushner: Angyalok Amerikában (1993) - Büchner: Danton halála (1993) - Friel: Pogánytánc (1993) - Zágon-Nóti: Hyppolit, a lakáj (1993) - Miller: Az ügynök halála (1994) - Synge: A szentek kútja (1994) - Ionesco: A kopasz énekesnő (1994) - Kleist: Homburg hercege (1995) - Feydeau: A barátom barátnője (1995) - Molnár Ferenc: Játék a kastélyban (1995, 2000, 2005) - Victor Hugo: A nevető ember (1995) - Gozzi: Turandot (1995) - Schiller: Ármány és szerelem (1995) - Parti Nagy Lajos: Mauzóleum (1995) - Albee: Nem félünk a farkastól (1996) - Carlo Goldoni: A legyező (1996) - Molnár Ferenc: Olympia (1996) - Rejtő Jenő: Piszkos Fred, a kapitány (1996) - Mrożek: Tangó (1996) - William Shakespeare: Szeget szeggel (1996) - Spiró György: Vircsaft (1996) - De Filippo: Szombat, vasárnap, hétfő (1996-1997) - Nagy-Silló: Ég és Föld (1996) - Gábor Andor: Mit ültök a kávéházban? (1996) - Williams: A vágy villamosa (1997) - Garaczi László: Prédales (1997) - Bigest: Dollármama (1997) - Tornatore: Formalitás (1997) - Spiró György: Kvartett (1997, 1999) - Feydeau: Hagyjál békén! (1997) - Ibsen: Nóra (1997) - Örkény István: Kulcskeresők (1998) - Miller: A salemi boszorkányok (1998) - Molnár Ferenc: A testőr (1998) - Van Druten: Kabaré (1998) - Carlo Goldoni: A szmirnai impresszárió (1998) - Jeles András: Szenvedéstörténet (1998) - William Shakespeare: Sok hűhó semmiért (1998) - Ghelderode: Le grand macabre (1998) - Lőrinczy Attila: Balta a fejbe (1998) - Vörösmarty Mihály: Csongor és Tünde (1999) - Schwab: Elnöknők (1999) - Molnár Ferenc: A hattyú (1999) - Woolf: Orlando (1999) - Büchner: Woyzeck (1999, 2004) - Szophoklész: Vak meglátta, hogy kiugrott (1999) - Déry Tibor: Képzelt riport egy amerikai popfesztiválról (1999) - Grahame: Békafalvy Béka (1999) - Nestroy: A talizmán (2000) - Fejes Endre: Vonó Ignác (2000) - Mélyen tisztelt szekrény! (2000) - Pintér Béla: A sehova kapuja (2000) (jelmeztervező is) | - Molière: A mizantróp (2001) - Davies: Feltámadás (2001) - García Lorca: Vérnász (2001) - Achard: A bolond lány (2001) - Böhm-Bóbis: Pingvinszving (2001) - Pintér Béla Öl-butít (2001) - William Shakespeare: Titus Andronicus (2001) - Feydeau: A balek (2002) - Jones: Kövek a zesbben (2002) - Gozsdu-Sultz: Utazás Bozenba - (Play Gozsdu Elek) (2002) - Horgas Ádám: Two Blind Mice (2002) - William Shakespeare: Falstaff (IV. Henrik) (2002) - Arisztophanész: Lüzisztraté (2002) - Vigne: Szent Márton - játék (2002) - Pintér Béla: Parasztopera (2002) - Horváth Péter: Kilencen, mint a gonoszok (2002) - Déry Tibor: Az óriáscsecsemő (2002) - Greifenstein János: St. Louis szelleme (2002) - Ghelderode: Kószál a nagy kaszás (2002) - Wilde: Bunbury - avagy Szilárdnak kell lenni (2003) - Németh Ákos: Haszonvágy (2003) - Suetonius-Tacitus-Seneca-Josephus: Játék az isteni Claudiusról (2003) - García Lorca: Vérnász (2003) - Weöres Sándor: Holdbeli csónakos (2003) - Pintér Béla: Gyévuska (2003) - Shepard: Hazug képzelet (2003) - Beaton: Mosolykommandó (2004) - Wedekind: Lulu (2004) - Büchner: A létező (2004) - William Shakespeare: Lear király (2004) - Simon Joseph de Pellegrin: Artemis diadala (2004) - Hamvai Kornél: Az erényes feleség (2004) - Hamvai Kornél: Az Anatómus (2004) - Bekes József: Durr bele (2004) - Pintér Béla: A sütemények királynője (2004) - Rostand: Cyrano de Bergerac (2004) - Gorkij: Éjjeli menedékhely (2005) - Alegría: Kötélen a Niagara felett (2005) - Haym: Julius Caesar Egyiptomban (2005) - Plautus: A bögre (2005) - Pintér Béla: Anyám orra (2005) - Aldridge: Csak kétszer vagy fiatal (2005-2006) - Hamvai Kornél: Castel Felice (2005) - Feydeau: A hülyéje (2006) - Parti-Nagy: Tisztújítás (2006) - Csáth-Fekete: Emma (2006) - Sachs: A férj a gyóntatószékben (2006) - Sachs: A lovag meg az ibolya (2006) - Sachs: A kalmár kosara (2006) - Sachs: A ravasz kikapós menyecske (2006) - Gáli József: Szabadság-hegy (2006) - Molière: Tartuffe (2006) - Chaucer: Canterbury mesék (2006) - William Shakespeare: A tél meséje (2006) - William Shakespeare: Ahogy tetszik (2007) - Pintér Béla: Árva csillag (2007) - Móricz Zsigmond: Bethlen (2007) - Spiró György: Prah (2007) - William Shakespeare: Minden jó, ha vége jó (2007) - Taylor: Legyen a feleségem (2007) - Miller: Pillantás a hídról (2008) - Zágon-Somogyi: Fekete Péter (2008) - Rejtő Jenő: Csontbrigád (2008) - Veber: Bérgyilkos a barátom (2008) - Carroll: Alíz! (2008) - Osztrovszkij: Farkasok és bárányok (2008) - Shaw: Szent Johanna (2008) - Juhász Kristóf: ReHab (Reneszánsz Habitus) (2009) - Gutjahr: Napfogyatkozás (2009) - Frayn: Függöny fel! (2010) - Mujičić-Senker-Škrabe: Trenk, avagy a vad báró (2010) - Tasnádi-Várady-Dömötör: Kihagyhatatlan (2010) - Laing: Tényleg szeretsz (2010) - Babel: Alkony (2010) - Madách Imre: Az ember tragédiája (2011) - Nádas Péter: Szirénének (2011) - William Shakespeare: Macbeth (2011) - García Lorca: Vérnász (2013) |

## Filmjei
- Jön a medve! (1989)
- Sivatagi nemzedék (1991)
- A távollét hercege (1991)
- Szamba (1995)
- A bűvész (1996)
- Csocsó, avagy éljen május elseje! (2001)
- Világszám! (2004)
- Csaó bambinó (2005)
- Klipperek 2.0 (2005-2006)
- Heti Hetes (2007)
- Tűzvonalban (2007)
- Tréfa (2009)
- Géniusz, az alkimista (2010)
- Hajnali láz (2015)

## Díjai
- Az országos színházi találkozó díja (1991, 1995, 2001)
- Dömötör-díj (2008)